# Cúc (họ)
Cúc là một họ của người Trung Quốc (chữ Hán: 鞠, Bính âm: Jū) và Triều Tiên (Hangul: 국, Romaja quốc ngữ: Kook). Họ này đứng thứ 390 trong danh sách Bách gia tính.

## Người Trung Quốc họ Cúc nổi tiếng
- Cúc Võ, quan viên nước Yên thời chiến Quốc
- Cúc Vịnh, quan viên thời nhà Tống
- Cúc Thường, quan viên thời nhà Tống
- Cúc Tịnh Y, ca sĩ, diễn viên Trung Quốc

## Người Triều Tiên họ Cúc nổi tiếng
- Kook Hae-seong (Hán Việt: Cúc Hải Thành), tuyển thủ bóng chày người Hàn Quốc